# Петровка (Михайловский район)
Петровка (укр. Петрівка) — село,
Михайловский поселковый совет,
Михайловский район,
Запорожская область,
Украина.
Код КОАТУУ — 2323355105. Население по переписи 2001 года составляло 2 человека.

## Географическое положение
Село Петровка находится на расстоянии в 2 км от села Садовое и в 6-и км от пгт Михайловка.
Рядом с селом протекает 3-й Магистральный канал.
Рядом проходит железная дорога, станция Бурчацк в 3-х км.

## История
- 1864 год — дата основания.